# گورستان امامزاده ابراهیم و اسماعیل
قبرستان امامزاده ابراهیم و اسماعیل مربوط به دوره قاجار است و در شهرستان شیراز، بخش مرکز ی، دهستان دراک، جنوب غربی روستای کدیون واقع شده و این اثر در تاریخ ۲۳ بهمن ۱۳۸۵ با شمارهٔ ثبت ۱۷۲۲۹ به‌عنوان یکی از آثار ملی ایران به ثبت رسیده است.